# 8 Years Ago
8 Years Ago – piąty album autorski gitarzysty Ryszarda Styły.

## O albumie
Materiał nagrany przez krakowskiego gitarzystę z formacją Spectrum Session ukazał się blisko 10 lat później (2008). Wówczas to artysta mając za sobą liczne podróże (np. Kanada) powrócił do kraju, oddalił się od typowych dla muzyki fusion składów i zaczął występować jako solista z towarzyszeniem elektronicznego sprzętu, bądź w kameralnych składach personalnych. Prezentowany przez Jazz Forum album to swoisty renesans Styły na polskim rynku muzycznym. Otwierający płytę utwór pt. Prognoza pogody dedykowany jest Joemu Zawinulowi. Interesujący, lecz prosty temat rozwija się w tzw. kotle instrumentalnym. Grane z pazurem partie gitary, syntezatora gitarowego i saksofonu, a także basu i perkusji splatają się niekiedy zaskakująco. Krótkie, aczkolwiek niepozbawione treści solowe popisy muzyków przetykane są melodią przewodnią utworu. Aranżacyjne niespodzianki oraz siła improwizacji przywołuje na myśl dokonania takich muzyków, jak Allan Holdsworth, czy ww. Joe Zawinul. Świat gitarą malowany to z kolei spokojna ballada o filmowym, czy wręcz ambientowym charakterze. W utworze pt. Dla wszystkich kobiet piękna melodia rozwijana jest przez lirycznie brzmiący sopran i ... przesterowaną gitarę Styły! Finałowe solo gitary może uchodzić za wzór konstrukcyjny gitarowej improwizacji. Krzysiu I Love You to kolejny balladowy utwór oparty na melodyjnym temacie, w którym, pod mgiełką liryzmu skrywa się potężna dawka radości i afirmacji życia. Kompozytorska sprawność i lekkość Styły może budzić podziw, ale i zazdrość. Samba Barbara może stanowić kolejny dowód na to iż, gitarzysta ma jakiś dodatkowy zmysł, dzięki któremu trafia na najlepsze z możliwych układy dźwięków... Przestrzegam przed tym utworem, bo rozkapryszone uszy mogą po tej sambie nie chcieć słuchać już niczego innego – napisał w Jazz Forum Robert Buczek. Janusz M. I Love You to kolejne wcielenie gitarzysty, tym razem sterującego zdecydowanie w stronę klasycznego jazzu spod znaku Wesa Montgomery’ego i Jima Halla. Coś dla dzieci to według Buczka utwór w klimacie dokonań jazz-rockowej formacji Laboratorium w której gitarzysta spędził 5 lat. Album kończy dynamiczny, zaskakująco ostry utwór pt. Potwór z Placu na Groblach. Krążek 8 Years Ago to imponujący wachlarz pomysłów i nastrojów. Album, który nie sprawi zawodu miłośnikom jazz-rocka.

## Lista utworów
1. Prognoza pogody (dedykowany Joemu Zawinulowi) – 5:18
2. Świat gitarą malowany – 3:41
3. Dla wszystkich kobiet – 7:52
4. Krzysiu I Love You (dedykowany Krzysztofowi Ścierańskiemu) – 8:07
5. Samba Barbara – 4:39
6. Janusz M. I Love You (dedykowany Januszowi Muniakowi) – 7:49
7. Coś dla dzieci – 5:22
8. Potwór z Placu na Groblach – 5:08

## Obsada
Spectrum Session:
- Ryszard Styła – gitary, syntezator gitarowy Roland, kompozycje, wszystkie aranżacje z wyjątkiem utworu Dla wszystkich kobiet
- Leszek Szczerba – saksofon tenorowy i sopranowy
- Robert Kubiszyn – gitara basowa, aranżacja (3)
- Sławomir Berny – perkusja, instrumenty perkusyjne

## Gościnnie
- Bogdan Kołodziej – gitara (4)